# San Marzano di San Giuseppe
San Marzano di San Giuseppe (albanès Shen Marcani) és un municipi italià, dins de la província de Tàrent. L'any 2006 tenia 9.079 habitants. És un dels municipis on viu la comunitat Arbëreshë. Limita amb els municipis de Fragagnano, Francavilla Fontana (BR), Grottaglie i Sava.

## Administració
| Període | Identitat       | Partit        |
| ------- | --------------- | ------------- |
| 2006-   | Giuseppe Borsci | Llista cívica |